# شاهد من إشبيلية (رواية)
شاهد من إشبيلية هي رواية للكاتبة والروائيّة الإماراتية منى التميمي. تستكشفُ الرواية مفهوم الشواهد التاريخية في الجغرافيا، حيث تنتقل القصة من إشبيلية إلى مكة وتحكي قصة مالك بن غدير الإشبيلي وصديقه نجم الدين، وهي حكاية تتشابك مع أصوات من هنا وهناك تروي تاريخ أرض الأجداد.

## الكاتبة
مني التميمي هي كاتبة إماراتيّة صدرت لها عددٌ من الروايات والكتب لعلَّ أبرزها كتاب «حارس التوت» الذي كان أول أعمالها، ورواية «رسائل صوفية» التي صدرت عن الدار العربية للعلوم ناشرون فضلًا عن رواية «قلم أحمر» أما أشهر أعمالها فكانت روايةُ «شاهد من إشبيلية» والتي تحكي فيها عن شخصيّة تاريخية خياليّة عاشت في وقتٍ ما في مدينة إشبيلية وعايشت ما جرى هناك، وبفضلها حصلت على جائزة الكتاب الإماراتي عن فئة أو مجال الرواية في جوائز معرض الشارقة الدولي للكتاب عام 2021.

## القصّة
تدورُ قصّة الرواية حولَ مالك الذي يُكلَّفُ بالقيام برحلة من إشبيلية إلى مكة بعد أن يُرسَله والده لزيارة عمته في أرض الحجاز بعد وفاة زوجها. وعندما يثبت الأمر، سيعود مالك وصديقه نجم الدين إلى إشبيلية ومنها إلى قرطبة، حيث يحلم مالك بالعمل في سوق الوراقين وتحقيق شغفه بقراءة الأدب والشعر والتاريخ.
ومع موعد العودة، يبدأ مالك وصديقه رحلة ملحمية عبر الصحاري والقفارات القاحلة، وعبر البحر على متن السفن، حتى يعودوا إلى إشبيلية. ولكن، يدخل الرحلون أرضًا ملغزة لم يكونوا يتوقعونها.

## الاستقبال
أشاد بعضُ النقاد الأدبيين برواية شاهد من إشبيلية وخاصّة بلغتها الروائية الأدبية، حيثُ جمعت الرواية بحسبهم بين الواقعية السحرية والعنصر الخيالي في صورها التصويرية، فيما استحسنَ آخرون استلهام التميمي مادتها الأولية من التاريخ، وإعادة صياغتها. اعتُبرت هذه الرواية إسهامًا ملحوظًا في الأدب الإماراتي المعاصر، حيث قدّمت نظرة مختلفة وعميقة عن حقبة التاريخ وحضارة الأندلس وتأثيرها على العالم العربي.

## الجوائز
نالت رواية شاهد من إشبيلية جائزةً ضمنَ جوائز معرض الشارقة الدولي للكتاب عام 2021، وذلك في فرعِ «جائزة الكتاب الإماراتي» عن فئة الرواية.